# Sviňucha obecná
Sviňucha obecná (Phocoena phocoena) je druh mořského savce z čeledi sviňuchovití, který se vyskytuje v severních oblastech Atlantského a Tichého oceánu a v Černém moři. Většinou se zdržuje poblíž pobřeží nad kontinentálními šelfy do asi stometrových hloubek. Někdy vplouvá do ústí řek a do přístavů. Přestože sviňucha obecná obývá rozlehlé území, spatřit ji lze jen zřídka, protože nad vodu vyskakuje jen vzácně a k lodím se nepřibližuje.
Jedná se o malého kytovce s černým hřbetem a bílým břichem. Samice v průměru váží kolem 75 kg a dosahuje délky kolem 150 cm, menší samec váží kolem 60 kg a jeho délka se pohybuje kolem 140 cm. Tato převrácená pohlavní dvojtvárnost je u kytovců neobvyklá. Živí se hlavně hejnovými druhy malých ryb, jako jsou sledi, šproti nebo ančovičky. Samice zabřezne jednou za 1–2 roky a jedno mládě vrhá v teplých letních měsících. 
Sviňuchu obecnou ohrožují hlavně interakce s tenatovými sítěmi i dalším rybářským náčiním, dále zvukové znečištění nebo nadměrný rybolov. Globální populace je hodnocena jako málo dotčená, avšak populace z Černého moře je ohrožená a sviňuchy z Baltského moře jsou ohroženy kriticky. Počet sviňuch obecných se odhaduje na nejméně 0,7–1,2 miliony jedinců.

## Systematika

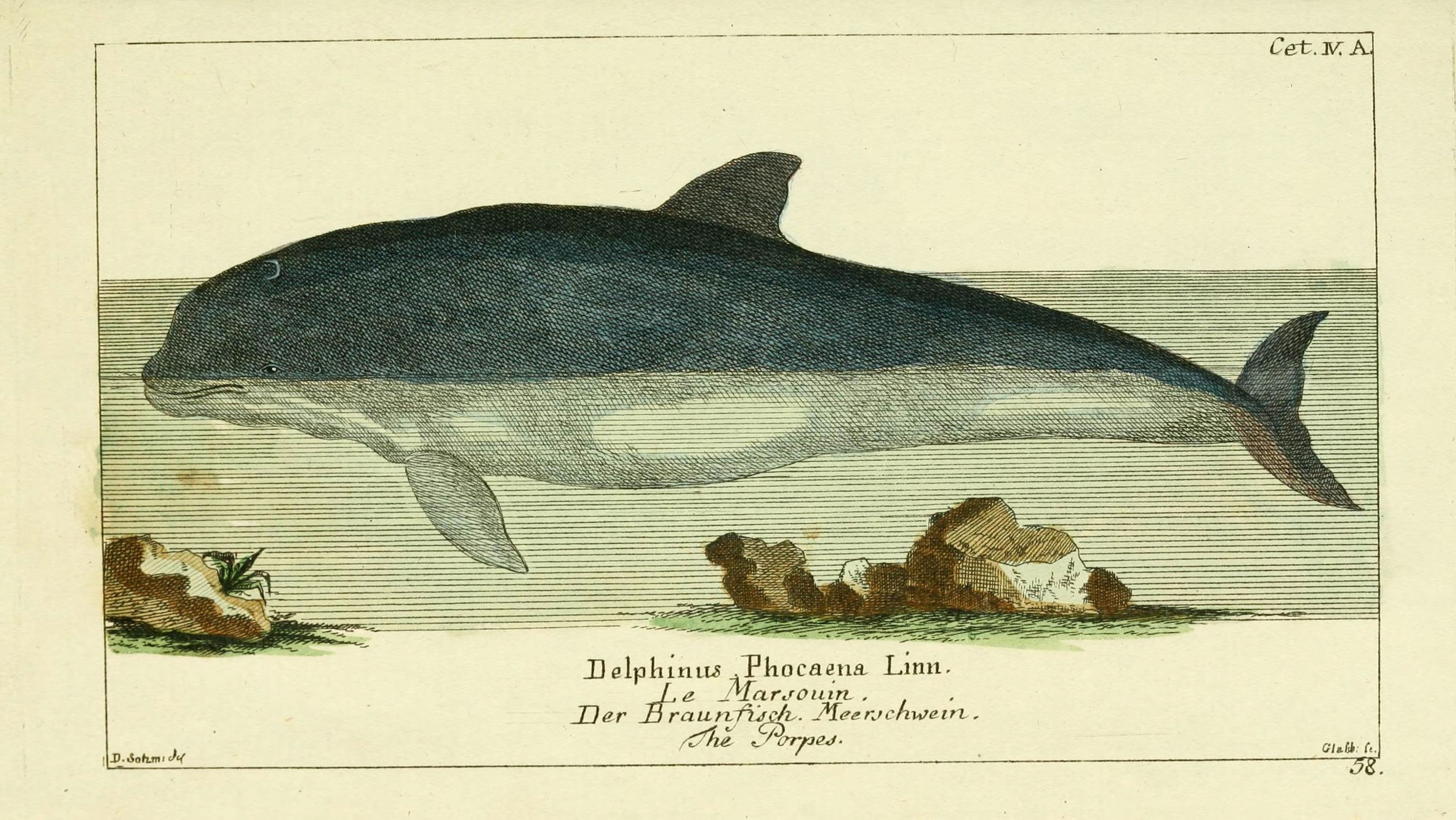
Ilustrace sviňuchy obecné, D. F. Sotzmann, 1780

Sviňucha obecná náleží společně s dalšími třemi druhy sviňuch do rodu Phocoena. O popis sviňuchy obecné se postaral již Carl Linné, který ji pod názvem Delphinus phocoena zařadil do 10. vydání svého přelomového díla Systema naturae. Druh byl později přeřazen do rodu Phocoena, který vytyčil francouzský přírodovědec Georges Cuvier v roce 1816 se sviňuchou obecnou coby typovým druhem. Phocoena pochází z latinského phocaena nebo řeckého φώκαινα (phokaina), což v obou případech znamená „sviňucha“. V anglickém jazyce se sviňucha označuje jako porpoise, což je odvozeno z latinského porcus („prase“) a piscus („ryba“). Podobně i v dalších jazycích včetně češtiny má rodové pojmenování spojitost s prasetem. V češtině výraz „sviňucha“ použil již Jan Svatopluk Presl ve svém klasickém díle Ssavectvo.
Moderní taxonomové rozlišují u sviňuchy obecné tři poddruhy:
- P. p. phocoena (Linnaeus, 1758) – vyskytuje se v Atlantském oceánu;
- P. p. relicta Abel, 1905 – obývá především Černé moře (také Azovské, Marmarské a severní část Egejského moře);
- P. p. vomerina (Gill, 1865) – vyskytuje se v Tichém oceánu.

Zástupci poddruhu relicta mívají ve srovnání s atlantským protějškem menší velikost těla a lebky a odlišná je i jejich genetická výbava. Oba poddruhy jsou odděleny Středozemním mořem a na samostatnou evoluční cestu se vydaly snad již před 175 000 lety. Atlantský poddruh phocoena má oproti pacifickému poddruhu vomerina větší lebku, avšak kratší čelist. V Tichém oceánu se patrně vyskytuje i další, dosud nepojmenovaný a nepopsaný poddruh. Nejbližším příbuzným sviňuchy obecné je patrně sviňucha běloploutvá (Phocoena dalli), se kterou se sviňucha obecná může křížit.

## Popis

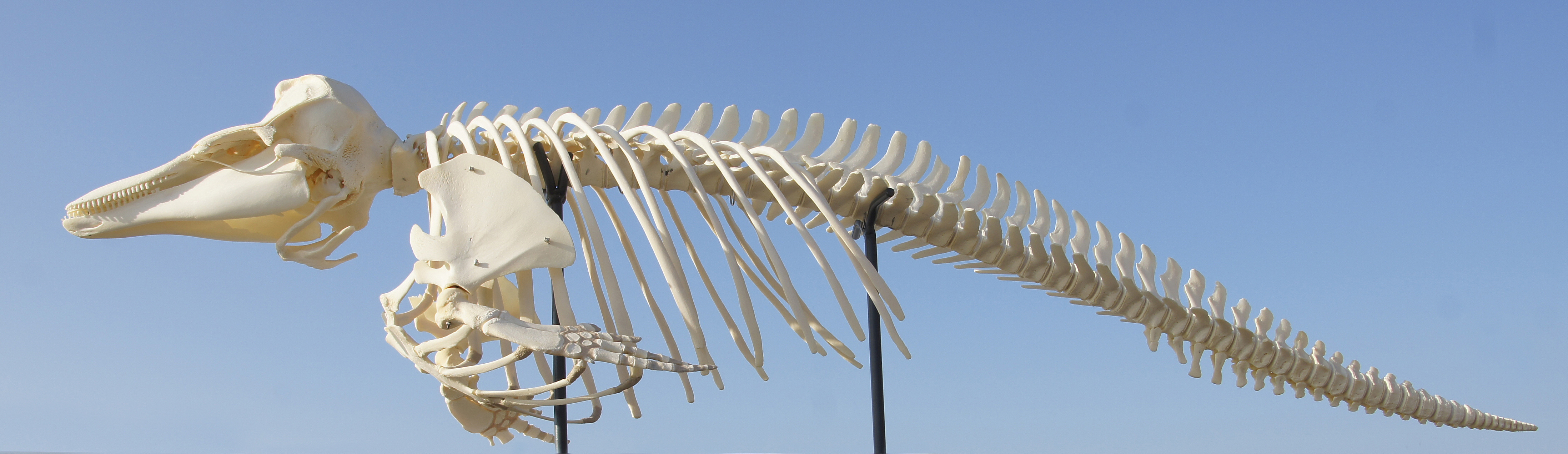
Kostra sviňuchy obecné

Jedná se o malého baculatého kytovce. Hlava je malá, kuželovitá s krátkým nevýrazným zobákem (rypcem). Hřbet je černý až tmavě šedý, spodina je bílá. Zatímco v přední části těla tyto barvy na jejich rozhraní na bocích splývají, v zadní tělní části jsou ostřeji odděleny. Horní čelist je černá, spodní čelist je bílá. Na bradě jsou 1–3 tmavé proužky, od koutku tlamy se táhne tmavší proužek různých šířek až k prsním ploutvím. Všechny ploutve jsou černé. Vzácně se objevují i zcela bílí jedinci.

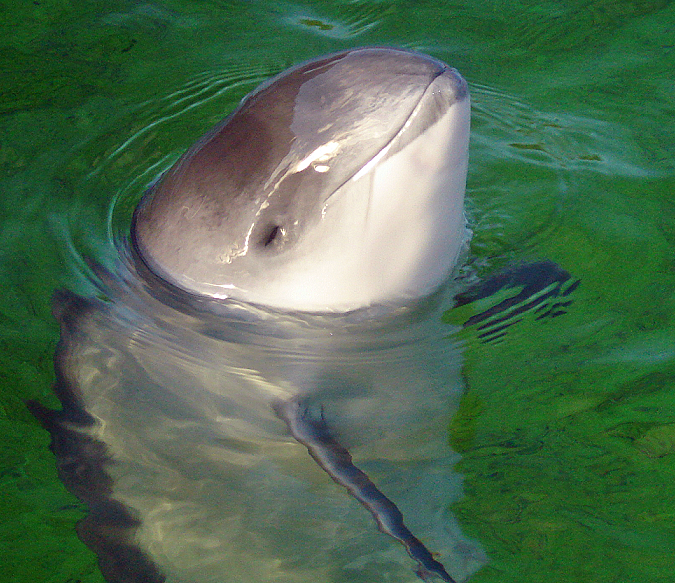
Detail hlavy sviňuchy obecné

Trojúhelníková hřbetní ploutev má kolem 12–19 hrbolků na přední hraně; jejich funkce není zcela jasná, může souviset s hydrodynamikou. U báze široká hřbetní ploutev je umístěna ve střední části těla. Samice v průměru váží kolem 75 kg a dosahuje délky 150 cm, menší samec váží kolem 60 kg a jeho délka se pohybuje kolem 140 cm. Taková převrácená pohlavní dvojtvárnost je u kytovců neobvyklá. Tyto rozměry z druhu činí vůbec nejmenšího kytovce severního Atlantiku. Sviňuchy z Černého moře dosahují kratších délek než sviňuchy z Baltského moře. V každé z čelistí se ukrývá 38–56 krátkých lopatkovitých zubů.
Na moři je sviňuchu obecnou poměrně náročné spatřit, jelikož se toto plaché zvíře vynořuje jen na velmi krátkou dobu a nad hladinu vystrkuje jen minimální část těla a oproti např. delfínům se neprojevuje častým akrobatickým chováním nad hladinou. K lodím se na rozdíl od některých jiných druhů sviňuch nepřibližuje, takže pozorování na moři typicky představuje jen letmé zahlédnutí odplouvající sviňuchy. Na druhou stranu je ve většině areálu výskytu díky své malé velikosti v podstatě nezaměnitelná. Pouze v místech sympatrie se sviňuchou běloploutvou (severní Pacifik) může dojít k záměně obou druhů.

## Výskyt

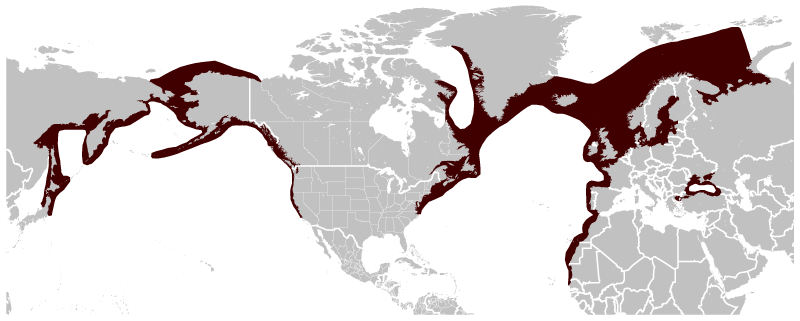
Areál výskytu

Sviňucha obecná obývá chladnější vody severní polokoule. V Tichém oceánu se vyskytuje podél severoamerického pobřeží od střední Kalifornie po Aljašku, a na západ přes severovýchodní Rusko a na jih k Japonsku. V západním Atlantiku areál výskytu sahá od jihovýchodní části Spojených států až po Baffinův ostrov na severu. Do Hudsonova zálivu nezaplouvá. Areál rozšíření pokračuje přes střední a jižní Grónsko, Faerské ostrovy a Island po západní Afriku (od Senegalu na sever) a Evropu (od jižního Portugalska po Novou Zemi). Jedná se o jediného kytovce, který se pravidelně objevuje v Baltském moři. Ve Středozemní moři je sviňucha obecná takřka nepřítomná, obývá pouze sever Egejského moře. Hojná je v Černém moři a přilehlých vodách Azovského a Marmarského moře. Atlantská, pacifická a černomořská populace jsou tedy od sebe geograficky poměrně striktně a dalece odděleny.

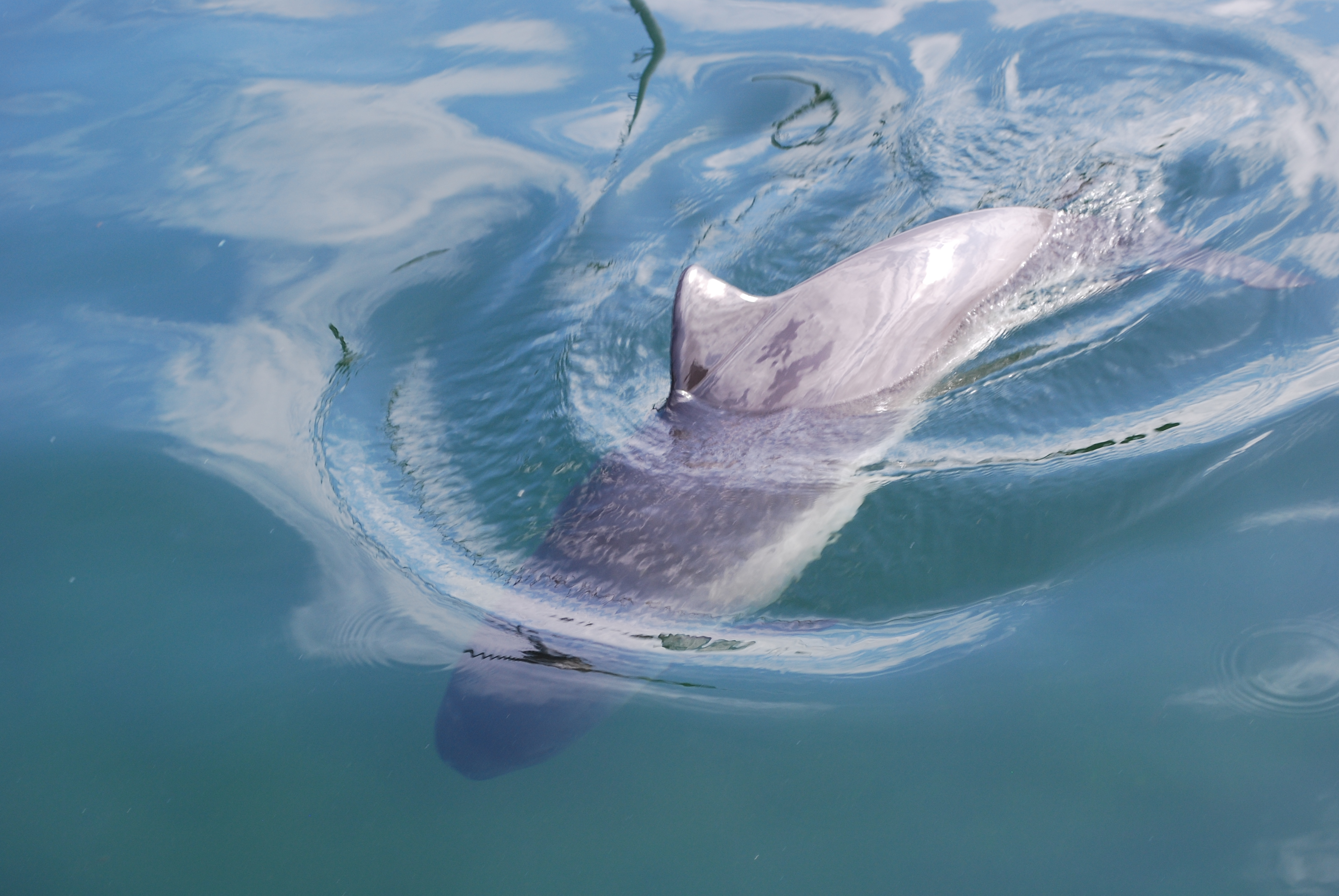
Sviňucha obecná při hladině s patrnou trojúhelníkovou hřbetní ploutví

Typicky se vyskytuje v pobřežních oblastech kontinentálních šelfů do stometrových hloubek, může se však vydat i do hlubších vod širého moře. Stanoviště druhu je charakteristické různorodostí hloubek, variabilitou potravních zdrojů i typem substrátu dna. Sviňucha obecná má v oblibě hlavně mělké zálivy, fjordy a ústí řek. Občas může plavat proti proudu řeky poměrně dalece do vnitrozemí.
Globální velikost populace sviňuchy obecné není známá, k dispozici jsou však odhady početnosti u řady místních populací. K těm patří odhad na 345 000 sviňuch obecných žijících v Severním moři, 102 500 u břehů severovýchodní Severní Ameriky, 89 000 u Aljašky, 27 000 u Islandu, 25 000 v Norsku a 24 000 u západního Skotska. V Černém moři se nachází od několika do 12 tisíc sviňuch obecných a na Baltské moře připadá několik set jedinců. Minimální celkové množství sviňuch obecných se odhaduje na 700 000 až 1 200 000 jedinců.

## Biologie a chování

### Chování, socialita a predátoři

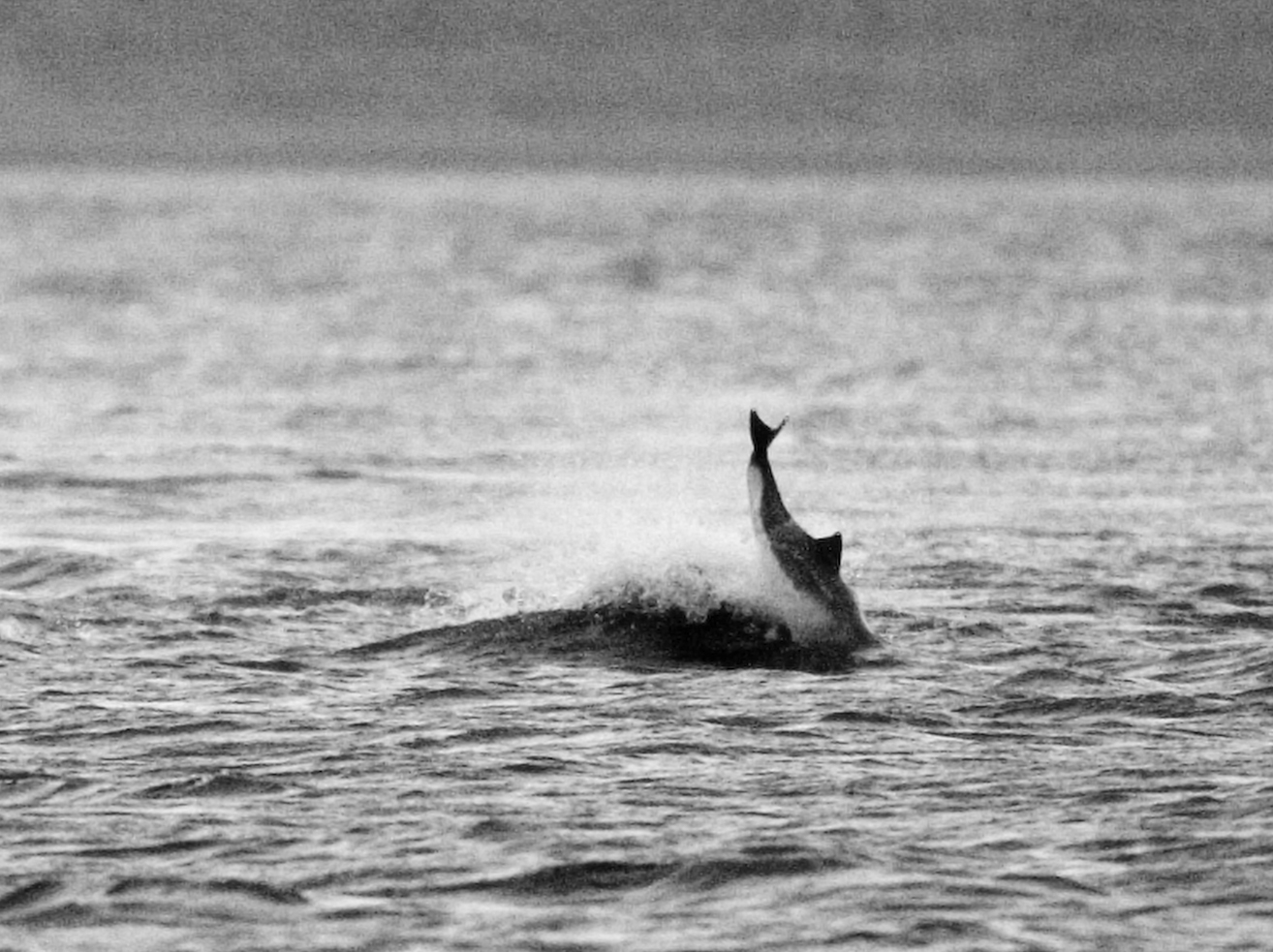
Sviňucha obecná při útoku delfína skákavého

Jedná se o samotářské plaché zvíře, které se jen málokdy přibližuje k lodím. Pohybuje se v malých skupinkách o dvou až pěti jedincích. Výjimečně se v místech s bohatým množstvím potravy může shlukovat do dočasných stád o stovkách jedinců. Sviňucha obecná je vysoce mobilní zvíře a její domovský okrsek pokrývá tisíce čtverečních kilometrů. Zatímco některé populace jsou rezidentní, jiné podnikají sezónní migrace podmíněné dostupností potravních zdrojů, pohybem ledové pokrývky nebo teplotou mořské vody. Ve svém pohybu dokáže být poměrně přizpůsobivá. Např. v Severním moři byl zdokumentován pozvolný, avšak masivní posun populace sviňuch obecných ze severu na jih za lepší potravní nabídkou. Na oteplení západogrónských vod zase tamější sviňuchy obecné zareagovaly delším pobytem a výraznějším vytěžováním tresky obecné (Gadus morhua).
S ostatními druhy kytovců se socializuje jen výjimečně. Může se krmit na stejných místech jako některé velké druhy kytovců, např. plejtváků. Zdokumentováno je poměrně velké množství případů útoků delfínů skákavých (Tursiops truncatus) na sviňuchy obecné, při kterých není výjimkou, že dojde ke smrti sviňuchy. Důvody těchto útoků nejsou zcela zřejmé. Mohou souviset s potravní konkurencí. Podle jiné hypotézy je mezi některými populacemi delfínů skákavých rozšířena infanticida a delfín může zaměnit tělesně malou sviňuchu za mládě delfína. K predátorům sviňuchy obecné patří kosatka dravá (Orcinus orca), žralok bílý (Carcharodon carcharias), žralok malohlavý (Somniosus microcephalus) a v některých oblastech i tuleň kuželozubý (Halichoerus grypus).

### Potrava

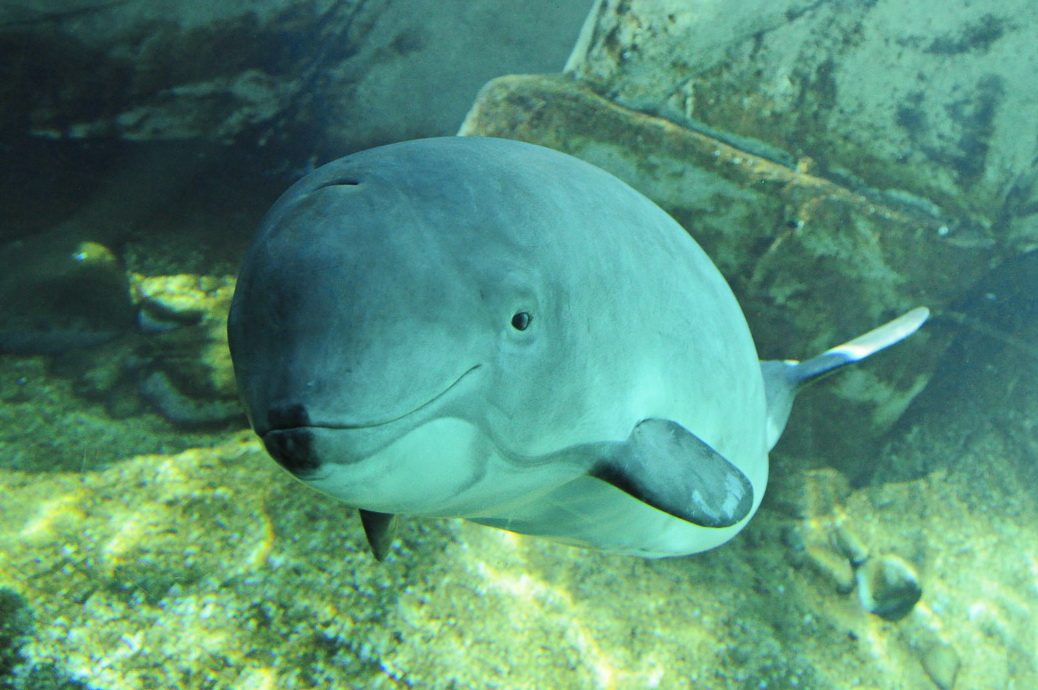
Sviňucha obecná zblízka (Vancouver Aquarium)

Jedná se převážně o rybožravého kytovce. Vyhledává hlavně malé hejnové ryby s vysokým obsahem lipidů, jako jsou sledi, šproti nebo ančovičky. V některých oblastech tvoří podstatnou část jídelníčku i desetiramenatci nebo korýši. Potravu hledá hlavně u dna v hloubkách do 200 m, může však odlovit kořist i z hladiny nebo ze střední části vodního sloupce. Typicky se potápí na dobu kolem jedné minuty, avšak pod vodou může vydržet i přes pět minut.

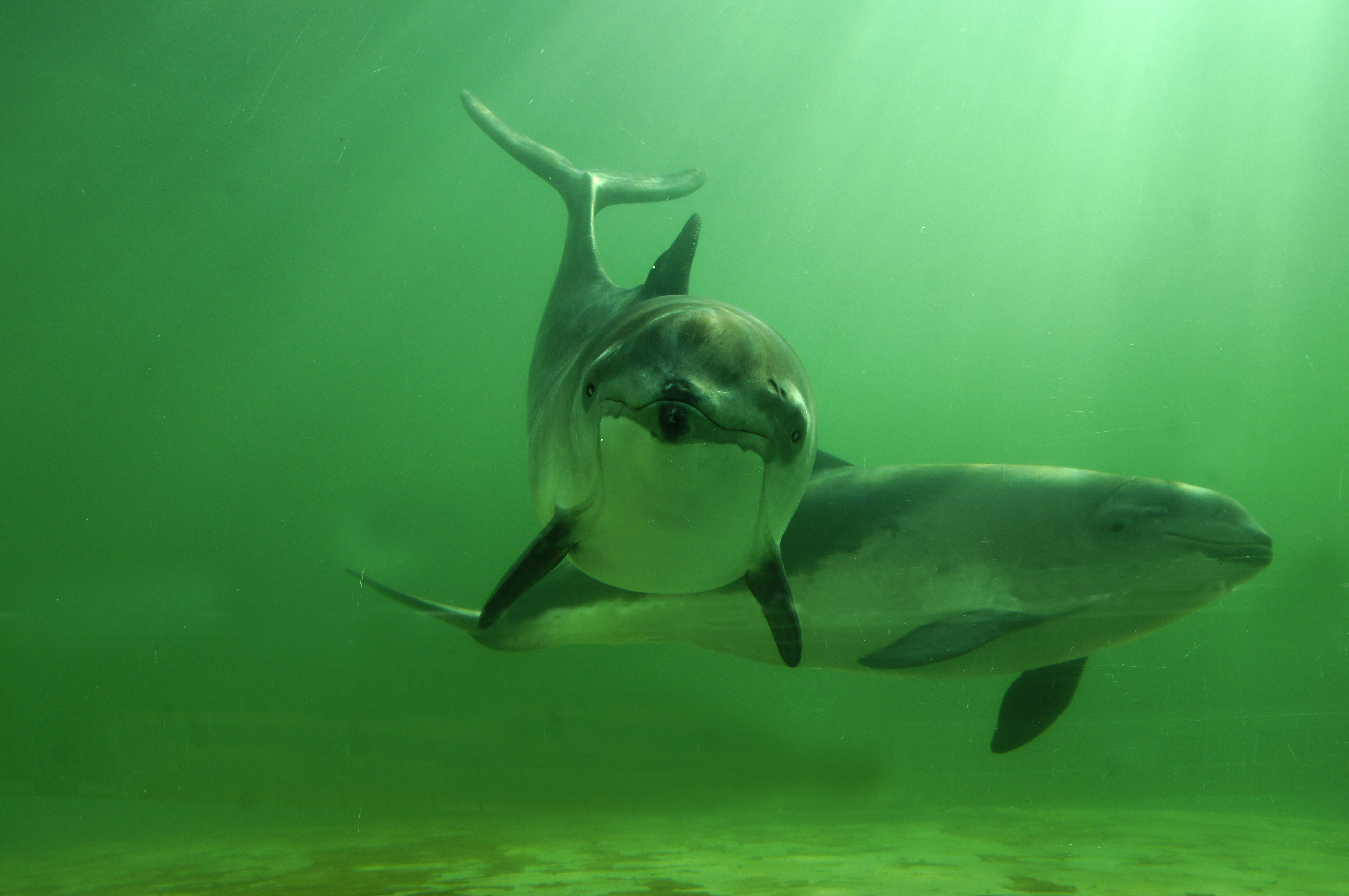
Dvojice sviňuch obecných

Sviňuchy obecné se typicky krmí samostatně, avšak jsou schopny i skupinového lovu, během kterého se skupinka sviňuch snaží udržet hejno ryb pohromadě a nahánět ho k hladině. Podle studie z dánských moří sviňuchy obecné sháněly potravu takřka neustále během dne i noci. Ve dne lovily kolem 200 rybek za hodinu a před noc až 550. Takřka všechny z ulovených rybek měřila mezi 3–10 cm. V zajetí sviňuchy obecné požíraly 0,75–3,25 kg ryb denně (což představovalo 4–9,5 % tělesné váhy) v závislosti na velikosti sviňuch. Sviňuchy obecné od pobřeží Galicie pořádaly kolem 3,9 ± 0,8 kg ryb denně, neboli 1,4 tun ryb ročně.
Studie z roku 2024 poukázala na to, že dostupnost kořisti výrazně ovlivňuje sezónní a denní vertikální migrační vzorce sviňuch obecných v Černém moři. V jihovýchodní oblasti Černého moře byly sviňuchy obecné aktivní převážně v noci, s nejvyšší intenzitou od ledna do května, kdy probíhá migrace ančoviček. V severozápadní části Černého moře od dubna do října se sviňuchy více pohybovaly během dne (nejvíce za rozbřesku a za úsvitu), což odpovídá migračnímu vzorci šprotů. Konkrétní složení jídelníčku sviňuch obecných se může výrazně lišit podle lokace. Např. ve Skandinávii byl nejdůležitější kořistí sleď obecný (Clupea harengus), v Norsku huňáček severní (Mallotus villosus), ve Skotsku to byli treska bezvousá (Merlangius merlangus) a smačkovití (Ammodytidae), na Islandu huňáček severní a v Sališském moři to byl sleď tichomořský (Clupea pallasii).

### Rozmnožování

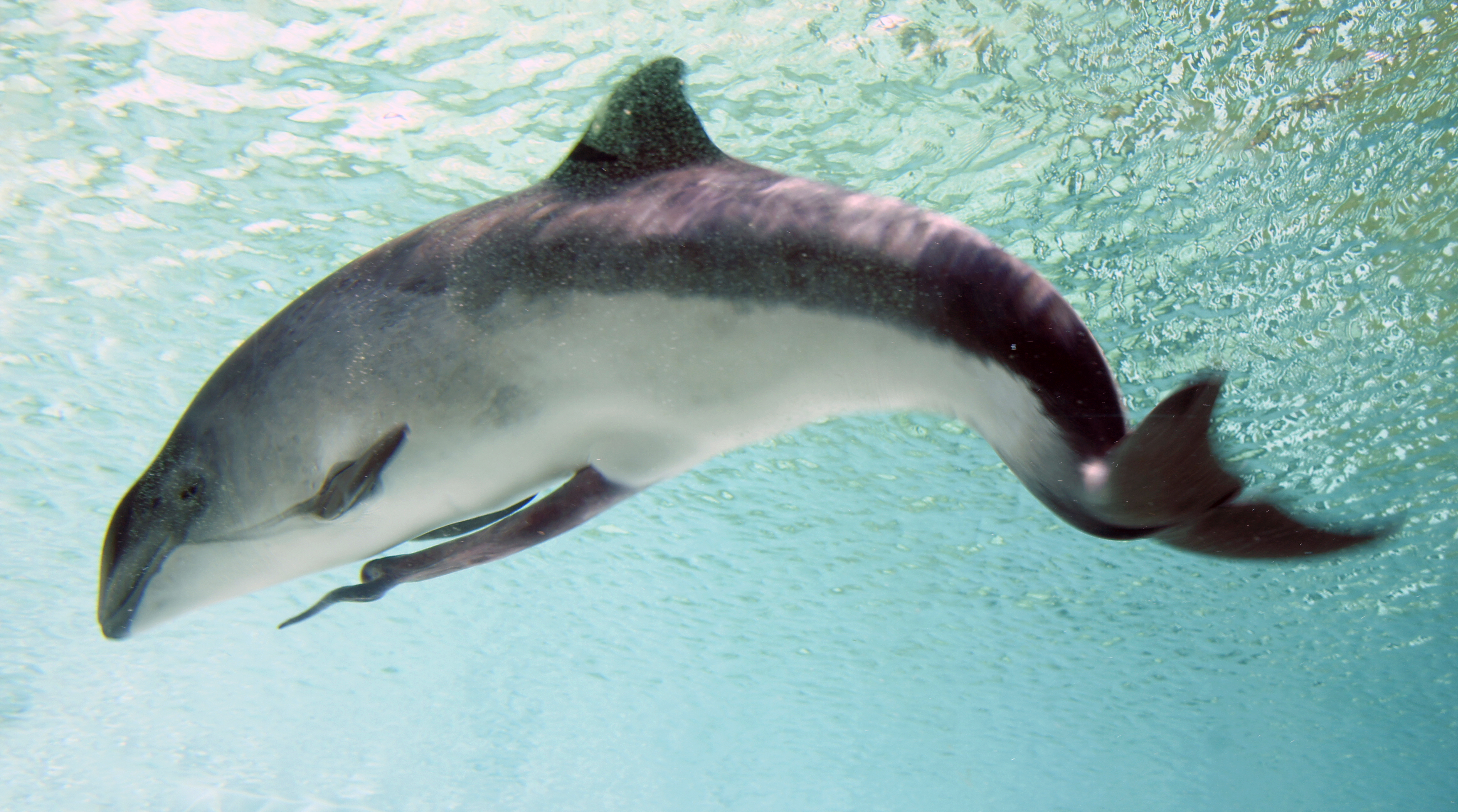
Samec se ztopořeným penisem

Doba rozmnožování se liší podle oblasti, nejčastěji se mláďata rodí v teplejší části roku od května do srpna. Samice vrhá pouze jedno mládě, což je standardní u všech kytovců. K roku 2014 byl znám pouze jeden případ dvojčat (i když nenarozených; dvojčata byla nalezena v děloze matky během pitvy) a v roce 2017 byl reportován nechtěný odchyt srostlého dvojčete se dvěma hlavami v rybářské síti v Severním moři. Mládě je při narození velké kolem 70–75 cm a váží asi 5 kg. Doba gestace je zhruba 10 a půl měsíce, avšak mláďata příležitostně uloví menší kořist jako kril již od věku několika měsíců.
K páření dochází asi měsíc a půl po období vrhů. Samice zabřezne jednou za 1–2 roky, přičemž v Atlantiku to je typicky jednou ročně a v Pacifiku standardně jen jednou za dva roky. Sviňuchy obecné jsou promiskuitní, tzn. samec i samice se páří s vícero jedinci. Sexuální kompetice mezi samci probíhá formou kompetice spermií, tedy nikoliv na úrovni fyzického soupeření samců. Varlata samců se v době páření výrazně zvětšují. Ve vrcholném období páření dosahují váhy kolem 0,6 kg, v krajním případě i 2,65 kg. Takto těžká varlata představují jedny z nejtěžších varlat vzhledem k váze těla mezi všemi savci. Naopak mimo pářící období se varlata scvrkávají na cirka 100 gramovou velikost. Váha varlat se tak dá využívat jako indikátor doby říje.
K pohlavní dospělosti dochází ve věku kolem 3–4 let, kdy sviňucha obecná dosahuje délky kolem 1,2–1,5 m. Dožívá se 8–10 let. Z 239 sviňuch obecných uvázlých v tenatových sítích v Mainském zálivu byla nejstarší sviňucha stará 17 let. V zajetí se může dožít i 28 let.

## Ohrožení

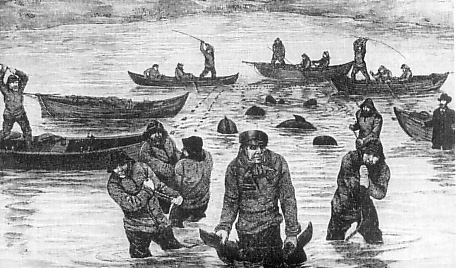
Ilustrace lovu sviňuch obecných v Dánsku (1883)

Sviňuchy obecné byly historicky loveny pro jejich maso (pro přímou lidskou spotřebu i jako návnada na ryby) a podkožní tuk. K lovům docházelo mj. v Zálivu svatého Vavřince, Pugetově zálivu, Zálivu Fundy, Labradoru, Newfoundlandu, Grónsku, Černém moři, na Islandu a Faerských ostrovech a kolem Dánska. V moderních dobách pokračuje lov v Grónsku, kde místní odloví kolem 2500 sviňuch obecných ročně.
Celková populace druhu není v ohrožení, a Mezinárodní svaz ochrany přírody (IUCN) ji tak hodnotí jako málo dotčenou. IUCN nicméně vyhodnocuje zvlášť černomořský poddruh relicta, který považuje za ohrožený, i populaci z Baltského moře, která je dokonce kriticky ohrožená.

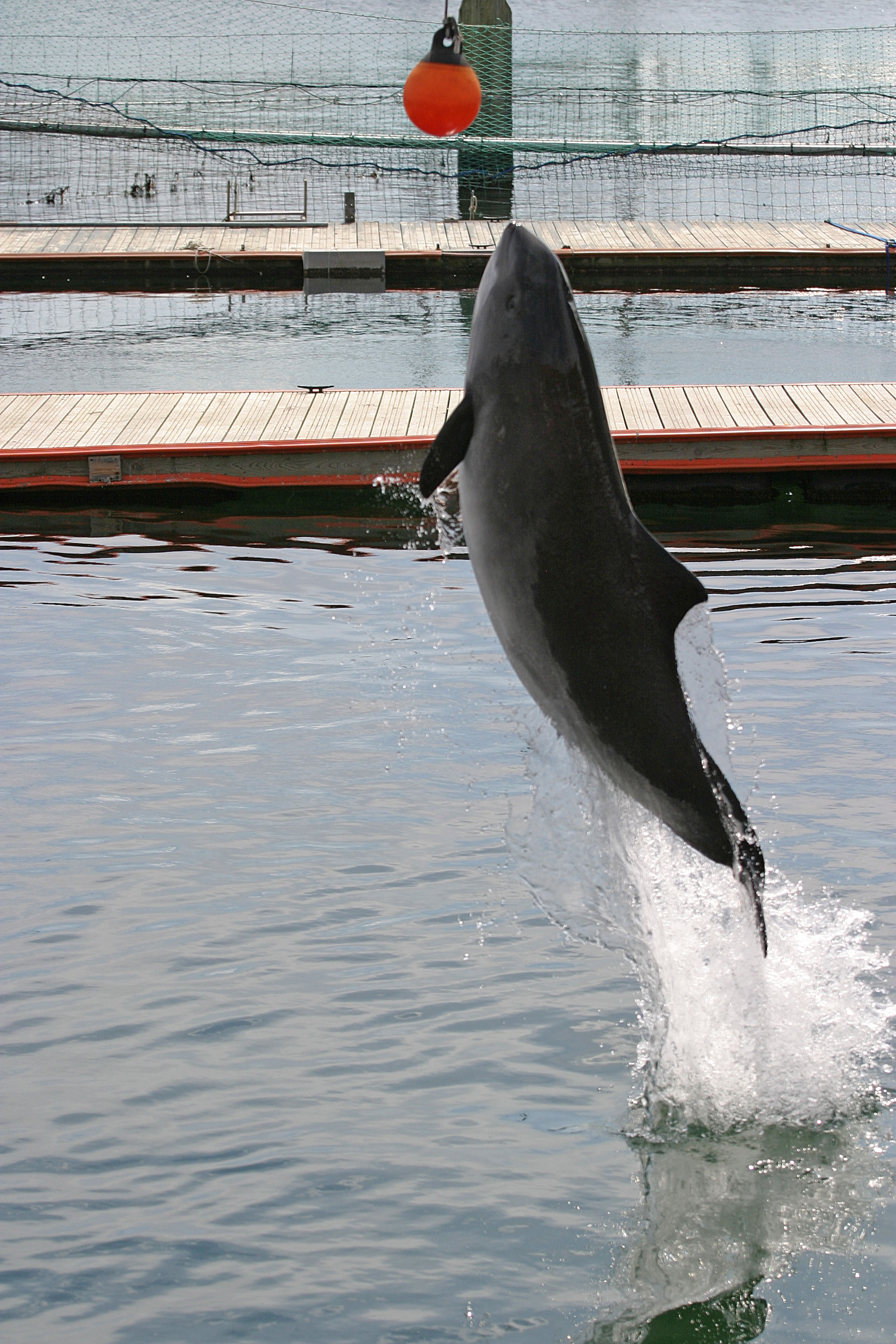
Sviňucha obecná při výskoku z vody v dánském akváriu Fjord&Bælt v Kerteminde

Populace sviňuch obecných z Černého moře byla výrazně zdecimována v průběhu 20. století, kdy byly sviňuchy obecné hojně loveny místními rybáři. Lov kytovců v Černém moři ustal až v roce 1983, kdy byl lov černomořských kytovců zakázán v Turecku (v Sovětském svazu, Bulharsku a Rumunsku došlo k zákazu lovu kytovců v Černém moři již v roce 1966). Není zcela jasné, kolik sviňuch bylo tehdy zabito, ale řádově se jedná o stovky tisíc. Černomořská populace se od zákazu lovu nedokázala zotavit a nadále klesá vlivem zamotání sviňuch obecných do ukotvených tenatových sítí nastražených u dna. Vážnou hrozbu černomořského poddruhu představují i rušivé vlivy během těžby plynu nebo úbytek dostupné potravy následkem nadměrného rybolovu a přemnožením introdukovaného druhu žebernatky Mnemiopsis leidyi, která požírá rybí vajíčka a v některých černomořských oblastech už způsobila rapidní úbytek některých druhů ryb.
Populace z Baltského moře v minulosti utrpěla přímým i nepřímým (nechtěným) odlovem. V moderních dobách představuje hlavní ohrožení baltských sviňuch interakce s rybářským náčiním, především různými druhy tenatových sítí. Další vážnou hrozbou jsou znečišťující látky přítomné v moři jako perzistentní organické látky a těžké kovy, zvukové znečištění a částečně i úbytek potravy a degradace a ztráta přirozených stanovišť. Na globální úrovni sviňuchy obecné ohrožují podobné jevy jako u baltské a černomořské populace. Hlavní hrozbou jsou interakce s rybářským náčiním (hlavně tenatovými sítěmi), zvukové znečištění, znečištění moří, úbytek potravy následkem nadměrného rybolovu, degradace přirozených stanovišť a klimatická změna, která s sebou přináší změny v distribuci potravy sviňuch.
Sviňucha obecná je chráněna řadou mezinárodních smluv, jako je Bonnská úmluva, CITES nebo Dohoda o ochraně malých kytovců Černého a Středozemního moře a přilehlé oblasti Atlantiku (ACCOBAMS). Jedním z klíčových prvků ochrany sviňuch obecných je používání akustických odstrašujících přístrojů (v angl. se jim říká pingers) během rybolovu. Jedná se o malá elektronická zařízení vydávající zvuk, jehož cílem je odlákat sviňuchy a další kytovce od nastražených sítí. V zajetí se sviňuchy obecné příliš nechovájí, v Evropě je lze zahlédnou jen v chovných zařízenách v Dánsku a Nizozemí. Jejich chov je poměrně náročný a úmrtnost sviňuch obecných vzatých do zajetí je vysoká.